# Brott

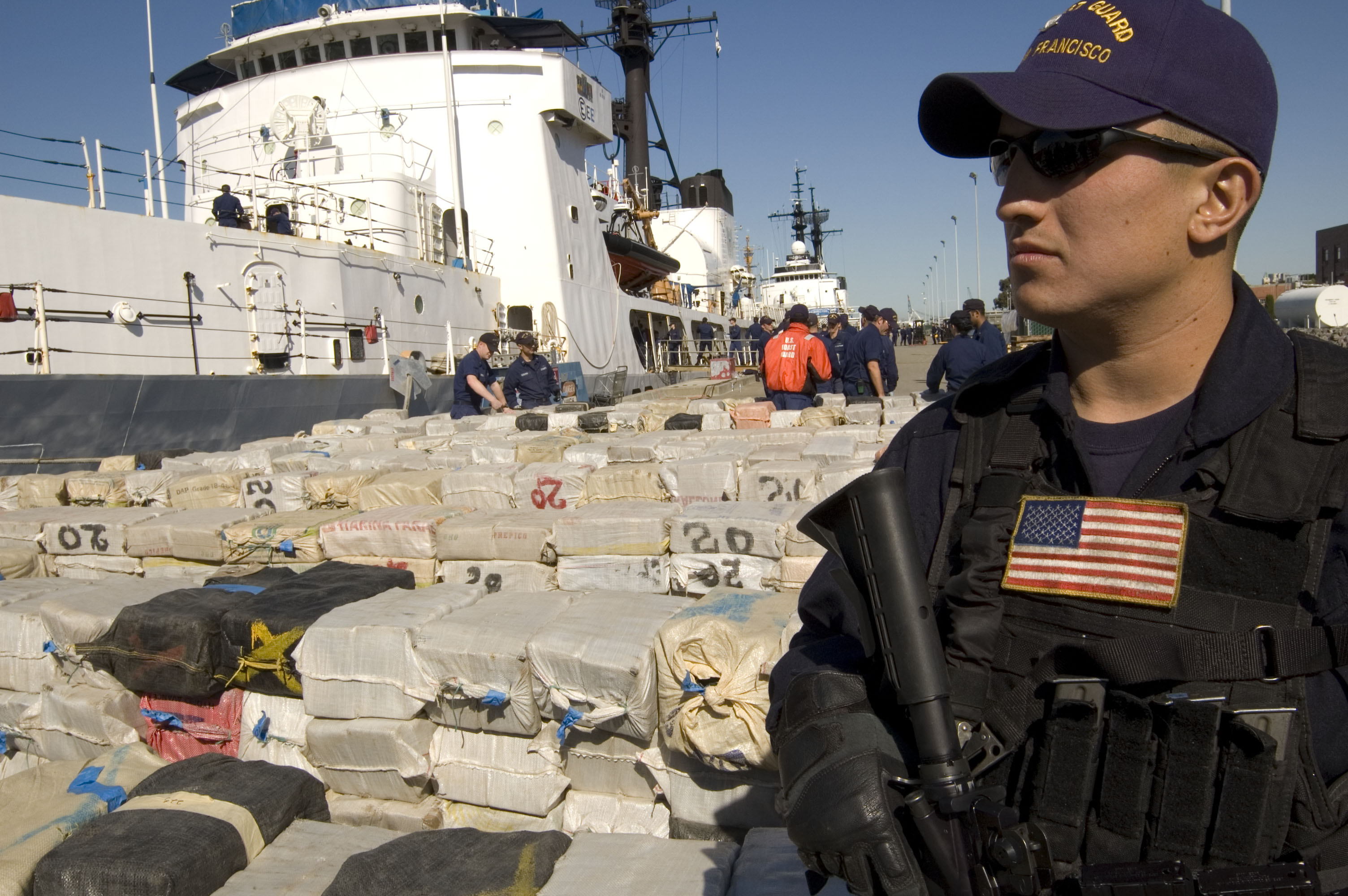
Smuggling av narkotika - här kokain - är ett brott som kan ge långa straff.

Brott (något brottsligt, att något bryter eller brutits mot), även illdåd, illgärning, missgärning, förbrytelse, förseelse med flera, är handlingen eller underlåtelsen varigenom något ”bryter” mot eller överträder någon form av bestämmelse om uppförande, såsom en lag, förordning, stadga, etikett eller annan bestämmelse.
I svensk juridik är brott en gärning i strid med en lagbestämmelse, en olaglig eller illegal gärning, för vilken det är föreskrivet ett straff och där ingen objektiv ansvarsfrihetsgrund föreligger. Om den olagliga handlingen uppdagas kan de juridiska myndigheterna, polis och åklagare, besluta om utredning och åtal. Den domstol som har jurisdiktion i ärendet tar del av åklagarens bevisning och den åtalades försvar och beslutar i skuldfrågan och påföljdsfrågan. Påföljden kan bli ett straff i form av böter, samhällstjänst eller i fängelse, vård eller, i vissa länder, dödsstraff.
Den vetenskapliga studien av brott benämns kriminologi. Brottslighet studeras idag inom många samhällsvetenskaper. Brottslighet anses vara ett av de största samhällsproblemen och är ofta föremål för politiska beslut, såsom lagstiftning och olika brottsförebyggande insatser.

## Svensk juridisk definition

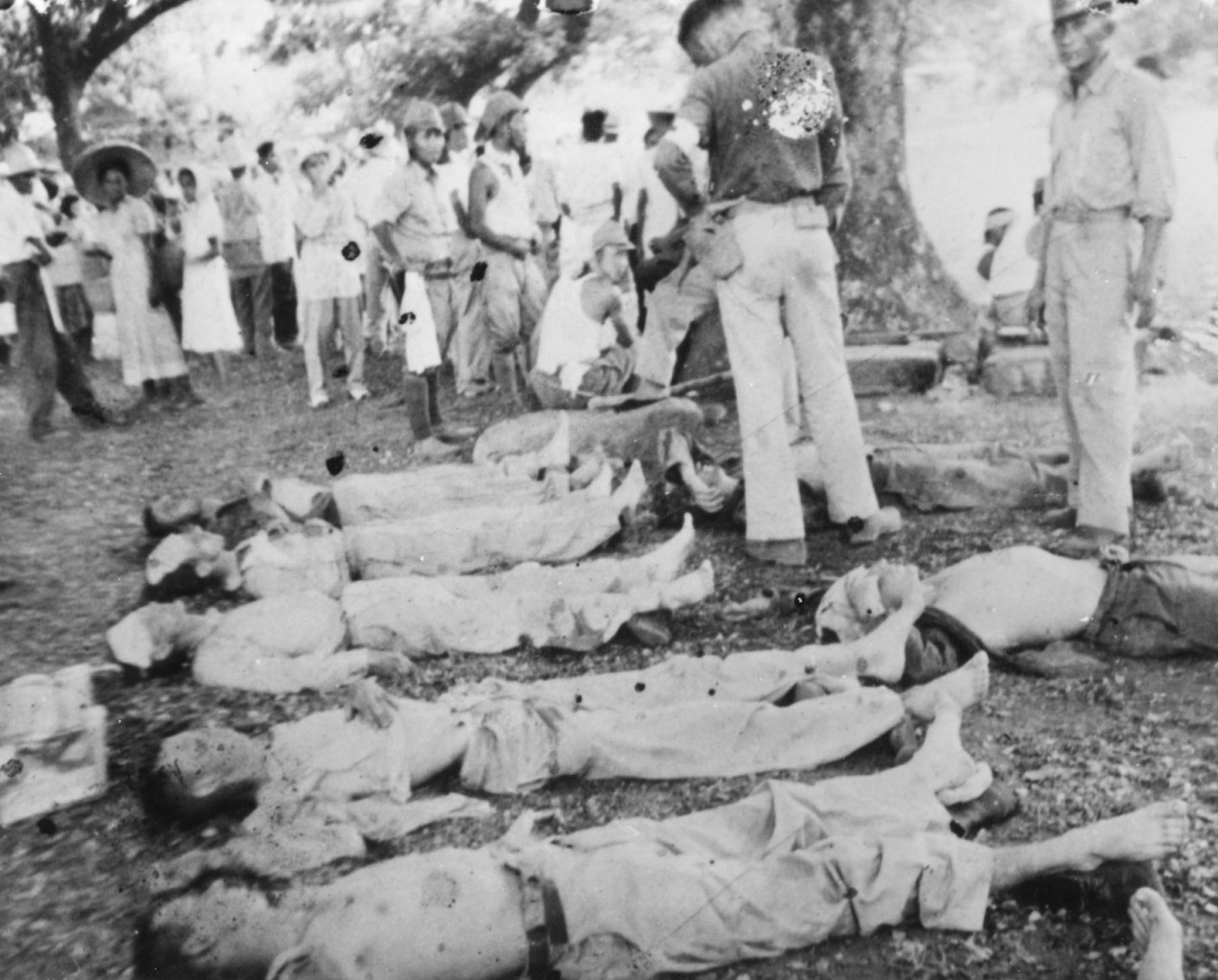
Krigsbrott är en typ av brott. Bilden visar avlidna under Dödsmarschen från Bataan, under andra världskriget.

Ett brott enligt svensk lag består av objektiva och subjektiva rekvisit som måste vara uppfyllda för att ett brott i juridisk mening skall anses begånget. Objektiva rekvisit kan beskrivas som den handling eller i vissa fall underlåtenhet till handling som måste utföras medan de subjektiva rekvisiten är gärningsmannens tankesätt vid handlingens utförande. De subjektiva rekvisitet delas upp i uppsåt och oaktsamhet. För de flesta brott i brottsbalken krävs uppsåt för att brott anses begånget, medan det för några brott räcker med oaktsamhet.

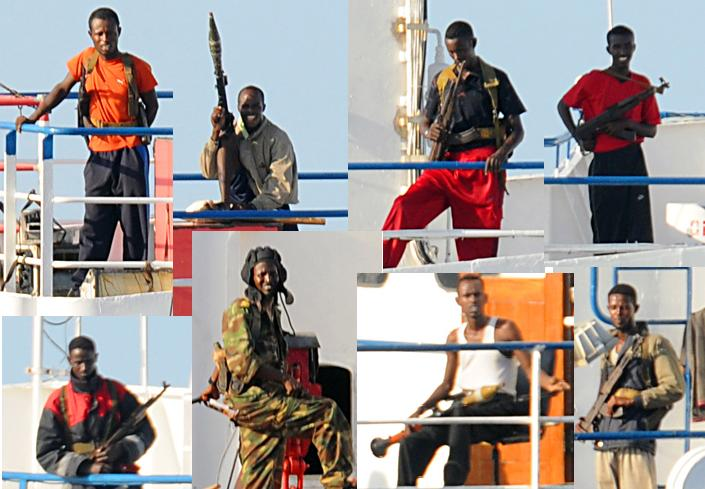
Somaliska pirater är en nutida form av brottslighet som visat sig svår att vidta effektiva åtgärder mot.

I svenska brottsbalken 1 kap 2 § 1 stycket stadgas att "En gärning skall, om inte annat är särskilt föreskrivet, anses som brott endast då den begås uppsåtligen. Denna paragraf spänner över hela brottsbalken och betyder att alla brottbestämmelser där ingenting annat stadgas kräver uppsåt för att brottet skall vara begånget. Ett exempel är brottet mord som stadgas i 3 kap 1 § brottsbalken "Den som berövar annan livet, dömes för mord till fängelse i tio år eller på livstid." I denna bestämmelse stadgas enbart de objektiva rekvisiten, det vill säga att någon måste döda en annan. Ingenting sägs om vilket subjektivt rekvisit som måste vara uppfyllt. Dock framgår det genom 1 kap 2 § brottsbalken att uppsåt krävs eftersom ingenting annat stadgas i mordbestämmelsen. I en del brottsbestämmelser stadgas ordet oaktsamhet. Detta är ett exempel på ett ord som föreskriver något annat och därmed signalerar att det räcker med det subjektiva rekvisitet oaktsamhet för att brottet skall vara begånget.
Ett brott anses i juridisk mening begånget först när en domstol dömt att så är fallet, det vill säga efter det att en åklagare lyckats bevisa att såväl de objektiva och de subjektiva rekvisiten är uppfyllda. Om en åklagare inte kan bevisa att alla rekvisiten som ingår i en brottsbestämmelse är uppfyllda kan en domstol inte döma till ansvar för detta brott. Exempelvis, lyckas inte åklagaren bevisa att en person har haft uppsåt att döda kan domstolen inte döma gärningsmannen för mord. Detta gäller oavsett under vilka omständigheter dödandet skett. Om åklagaren istället kan bevisa oaktsamhet kan gärningsmannen dömas för vållande till annans död. Innan domstolen har dömt är gärningsmannen misstänkt för brott.
Svenska brottsbalken, 1 kap 2 § 2 stycket, stadgar: "Har gärningen begåtts under självförvållat rus eller var gärningsmannen på annat vis genom eget vållande tillfälligt från sina sinnens bruk, skall detta inte föranleda att gärningen inte anses som brott." Madeleine Leijonhufvud och Suzanne Wennberg ansåg dock att en prejudicerande dom från Högsta domstolen i september 2011 upphöjde berusning till en ursäkt för brott.

## Orsaker till brott

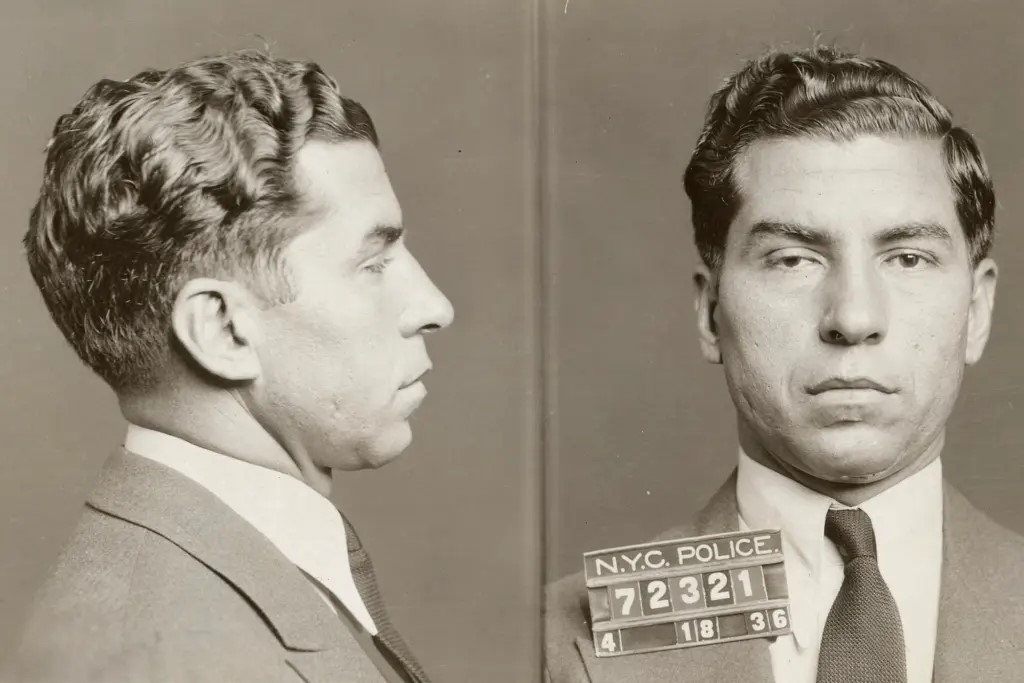
Maffiabossen Lucky Luciano är en av tidernas mest kända brottslingar.

Brott omfattar en varierande och mycket komplex samling handlingar. De har det gemensamt att de innebär allvarliga kränkningar av samhällets sociala normer. Ålder och kön utgör de viktigaste förklaringsgrunderna bakom brottslighet, men även psykiska problem, drogmissbruk, social utsatthet och gruppkonflikter tillhör de viktiga faktorerna bakom högre brottslighet. Ungdomar är en särskilt utsatt grupp, och en tidig kriminell karriär kan bli ihållande över tid.

## Ungdomsbrottslighet
En ungdomsbrottsling är en person med en ålder som understiger den lagstadgade myndighetsåldern och som begår en lagöverskridande handling. Under de senaste decennierna har den genomsnittliga åldern för när en ungdom begår sitt första brott och blir anhållen för detta sjunkit kraftigt. Ungefär 60 till 80 procent av barn och ungdomar har varit delaktiga i någon form av ungdomsbrott. Det kan handla om allt från statusbrott (röka tobak eller dricka alkohol som underårig, "rymma hemifrån" och skolk) till egendomsbrott och våldsbrott. Att så många unga begår brott är allvarligt och skäl till oro även om de flesta ungdomar som bryter mot lagen tenderar att engagera sig i brottsliga aktiviteter som inte innebär våld. Antalet brottsliga tillfällen är också lågt, från ett tillfälle till några få. Det är när det lagöverträdande beteendet upprepas ett flertal gånger och börjar innehålla våldshandlingar som ungdomars felande sannolikt kommer att bli ihållande även efter ungdomsåren och dessutom tillta i omfattning och allvarlighet. I det senare fallet är sannolikheten stor att de redan innan ungdomsåren började bryta mot regler och uppvisa ett antisocialt beteende.
Riskfaktorer för våld och kriminalitet bland ungdomar var bland annat erfarenhet av barnmisshandel och konflikter i hemmet, bristande skolgång och att ha bristande förmåga till moraliska bedömningar. Anknytning och stöd från föräldrar utgör skyddsfaktorer mot våld och kriminalitet.

## Brottsexempel
- Förseelse
- Inbrott
- Rån
- Vapenbrott
- Våldsbrott

### Notförteckning
1. ↑  Svenska Akademiens ordbok: brott
2. ↑  1 kap. 1 § Brottsbalken (1962:700)
3. ↑  1 kap. 2 § Brottsbalken (1962:700)
4. ↑  3 kap. 1 § Brottsbalken (1962:700)
5. ↑  1 kap. 2 § 2 stycket Brottsbalken (1962:700)
6. ↑  Madeleine Leijonhufvud, Suzanne Wennberg. "Åtalad kan hävda fylla och gå fri", Svenska Dagbladet, 1 november 2011. Läst den 2 november 2011.
7. ↑  Lilly 2011.
8. ↑  Bergström 2006.
9. ↑  Siegel & Welsh 2010.
10. ↑  Moffitt 2006.
11. 1 2  ”Risk- och skyddsfaktorer för våld och kriminalitet bland unga”. www.sbu.se. Statens beredning för medicinsk och social utvärdering (SBU); Swedish Agency for Health Technology Assessment and Assessment of Social Services. 2 september 2019. https://www.sbu.se/sv/publikationer/sbus-upplysningstjanst/risk--och-skyddsfaktorer-for-vald-och-kriminalitet-bland-unga/. Läst 17 september 2019.
12. 1 2  Farrington, David P.; Gaffney, Hannah; Ttofi, Maria M. (2017-3). ”Systematic reviews of explanatory risk factors for violence, offending, and delinquency” (på engelska). Aggression and Violent Behavior 33:  sid. 24–36. doi:10.1016/j.avb.2016.11.004. https://linkinghub.elsevier.com/retrieve/pii/S1359178916301975. Läst 17 september 2019.

### Källförteckning
- Bergström, Gunnar (2010) (på engelska). Kriminalitet som livsstil (4). Stockholm, Sverige: Mareld. Libris 9477502. ISBN 91-88872-56-4
- Lilly, J. Robert, Cullen, Francis T.och Ball, Richard A. (2011) (på engelska). Criminological theory: context and consequences (5). Thousand Oaks, California: SAGE Publications. Libris 12072218. ISBN 978-1-4129-8145-3. http://books.google.se/books?id=YqcNdTlo_rsC&printsec=frontcover&dq=Criminological+Theory+:+Context+and+Consequences&hl=sv&sa=X&ei=XboST-zQO4fY4QSe2NHsAw&ved=0CDQQ6AEwAA#v=onepage&q=Criminological%20Theory%20%3A%20Context%20and%20Consequences&f=false
- Moffitt, Terrie E. (2006). ”Life-Course-Persistent versus Adolescence-Limited Antisocial Behavior”. i Cicchetti, Dante och Cohen, Donald J. (på engelska). Developmental Psychopathology (2). Hoboken, New Jersey: Wiley. Libris 10213590. ISBN 0-471-23737-X. http://books.google.se/books?id=lnHazhYpIqYC&hl=sv&source=gbs_ViewAPI&printsec=frontcover&redir_esc=y#v=onepage&q&f=false
- Siegel, Larry J. och Welsh, Brandon C. (2010) (på engelska). Juvenile Delinquency: The Core (4). Belmont, Kalifornien: Wadsworth/Cengage Learning. ISBN 978-0-495-80986-9
- Steinberg, Laurence (2007) (på engelska). Adolescence (8). Boston, Massachusetts: McGraw-Hill Higher Education. Libris 10600737. ISBN 0-07-340548-5